# Katarzyna Kaniowska
Katarzyna Maria Kaniowska – polska etnografka, etnolożka, antropolożka kultury, doktor habilitowana nauk humanistycznych w dyscyplinie etnologia ze specjalnością metodologia, metodologia nauk etnologicznych, teoria kultury, profesor Uniwersytetu Łódzkiego (UŁ) na Wydziale Filozoficzno-Historycznym. 

## Życiorys
Ukończyła etnografię na Wydziale Filozoficzno-Historycznym UŁ, na tym Wydziale obroniła pracę doktorską Koncepcja kultury w dwóch odmiennych modelach etnologii amerykańskiej (1985); habilitowała się na podstawie dorobku naukowego i książki Opis. Klucz do rozumienia kultury (2001) na Wydziale Historycznym Uniwersytetu im. Adama Mickiewicza w Poznaniu. Profesorka w Zakładzie Teorii i Badania Kultury Współczesnej w Instytucie Etnologii i Antropologii Kulturowej UŁ.

## Zainteresowania badawcze
Jej zainteresowania badawcze koncentrują się wokół teorii kultury, metodologii antropologii, etyki badań antropologicznych, problematyki pamięci w antropologii i humanistyce oraz historii antropologii. Prowadzi wykłady z zakresu filozofii kultury, problematyki etycznej badań antropologicznych, metod interpretacji kultury, metodologii nauk społecznych oraz problematyki wzajemnych relacji pomiędzy antropologią i nurtami współczesnej humanistyki. Prowadzi seminaria magisterskie i doktorskie.

## Pełnione funkcje
- przewodnicząca Komitetu Nauk Etnologicznych PAN (2020–2023)[6]
- przewodnicząca Rady Naukowej Polskiego Instytutu Antropologii[7]
- członkini Zespołu Redakcyjnego czasopisma „Kultura i Społeczeństwo” (od 2006)[8]
- członkini Rady Redakcyjnej czasopisma „Lud” (od 2008)[9]
- zastępczyni redaktora naczelnego „Łódzkich Studiów Etnograficznych” (od 2017)[10]

## Odznaczenia i medale
- Medal Komisji Edukacji Narodowej (2014)[11]

## Wybrane projekty badawcze
- Modi Memorandi. Interdyscyplinarny leksykon terminów pamięci zbiorowej; NCN [DEC 2011/01/B/HS3/01726, CBH Berlin]; członek Rady Naukowej (2011-2014)[12]
- W kręgu Ossowskiego. Warszawska szkoła socjologiczna; NPRH [0056/NPRH3/H11/82/2014] realizowany w Instytucie Socjologii UW; wykonawca (2014–2019)[13]

## Wybrane publikacje

### Książki
1999 Opis. Klucz do rozumienia kultury. Łódź: PTL – „Łódzkie Studia Etnograficzne”, t. 39.

### Prace pod redakcją
2017 Autoetnografia. „Kultura i Społeczeństwo”, nr 3 – redaktorka tematyczna numeru.
2017 Problemy współczesnej antropologii społecznej. Colloquia Anthropologica II. Warszawa: Oficyna Naukowa [redakcja: J. Jasionowska, K. Kaniowska].
2013 Antropologie problemowe – nowy krok w rozwoju naszej dyscypliny? „Lud”, t. 97 – redaktorka tematyczna tomu.
2010 Etyczne problemy badań antropologicznych. Wrocław – Łódź: PTL – „Łódzkie Studia Etnograficzne”, t. 49 [redakcja: K. Kaniowska, N. Modnicka].

### Artykuły
2019 Memory and the past as subjects of study in Polish anthropology. [W:] Twilight Zone Anthropology. Red. Michał Buchowski. Sean Kingston Publishing, Canon Pyon: s. 105–119.
2017 Krótko o źródłach autoetnografii. „Kultura i Społeczeństwo”, nr 3, s. 3–9.
2017 Współczesna antropologia. Nowy etap w rozwoju dyscypliny? [W:] Problemy współczesnej antropologii społecznej. Colloquia Anthropologica II. Red. Justyna Jasionowska, Katarzyna Kaniowska. Warszawa: Oficyna Naukowa s. 9–21.
2014 Etyka. Postpamięć. [W:] Modi memorandi. Leksykon kultury pamięci. Red. Magdalena Saryusz-Wolska, Robert Traba, Joanna Kalicka, Warszawa: Wydawnictwo Naukowe Scholar, s. 116 –123, 389–392.
2014 Narracja i zaangażowanie. Kazimiera Zawistowicz-Adamska i „Społeczność wiejska”. [W:] Obserwatorki z wyobraźnią. Red. Grażyna Kubica, Katarzyna Majbroda. Wrocław: PTL, UWr., s. 229–241.
2014 Wokół problematyki przedstawienia (z punktu widzenia antropologa). „Roczniki Antropologii Historii” nr 1(4), s. 55–69.
2013 Postpamięć. [W:] Pamięć. Rejestry i terytoria/ Memory. Registers and Territories. Red. Monika Rydygier, Natalia Żak, Kraków: Międzynarodowe Centrum Kultury, s. 38–44.
2013 Refleksja etyczna w antropologii Claude'a Lévi-Straussa. [W:] Antropolog i jego magia. Współczesne inspiracje twórczością Claude'a Lévi-Straussa. Red. Ewa Nowicka, Małgorzata Głowacka-Grajper, Kraków: Wydawnictwo NOMOS, s.173–185.
2013 Wprowadzenie. „Lud”, t. 67, s. 13–17. 